# Красноглухово
Красноглу́хово (рос. Красноглухово, чув. Красноглухово) — селище у складі Поріцького району Чувашії, Росія. Входить до складу Сіявського сільського поселення.
Населення — 17 осіб (2010; 39 у 2002).
Національний склад:
- росіяни — 56 %
- чуваші — 39 %